# 監査基準報告書
監査基準報告書（かんさきじゅんほうこくしょ）は、公認会計士・監査法人による財務諸表監査の実務指針のことである。日本公認会計士協会が発表している。略称は監基報。

## 概要
日本において会計監査人が遵守するべきとされる監査基準（企業会計審議会公表）は、あくまで原則的な規定を定めたものである。そして、「監査基準を具体化した実務的・詳細な規定は日本公認会計士協会の指針（監査実務指針）に委ね」るとされている。監査基準報告書は、監査実務指針の中核となるものである。なお、監査実務指針には他にも「品質管理基準報告書」などが存在する。
現在の監査基準報告書は、平成23年に新起草方針に基づいて全面改訂されたもの（「クラリティ版」）である。
2022年に監査基準委員会が監査・保証実務委員会へと改組されたことにより、監査基準委員会報告書から監査基準報告書へと名称変更された。

## 体系
複数の報告書で構成されており、あわせて400ページ強におよぶ。各報告書には、国際監査基準（ISA）のの体系に従った報告書番号が付けられている。
- 序 - 監査基準報告書及び関連する公表物の体系及び用語

### 監査全般にわたる基本的事項と責任 (200 - 299)
- 200 - 財務諸表監査における総括的な目的
- 210 - 監査業務の契約条件の合意
- 220 - 監査業務における品質管理
- 230 - 監査調書
- 240 - 財務諸表監査における不正
- 250 - 財務諸表監査における法令の検討
- 260 - 監査役等とのコミュニケーション
- 265 - 内部統制の不備に関するコミュニケーション

### リスク評価及び評価したリスクへの対応 (300 - 499)
- 300 - 監査計画
- 315 - 重要な虚偽表示リスクの識別と評価
- 320 - 監査の計画及び実施における重要性
- 330 - 評価したリスクに対応する監査人の手続
- 402 - 業務を委託している企業の監査上の考慮事項
- 450 - 監査の過程で識別した虚偽表示の評価

### 監査証拠 (500 ‒ 599)
- 500 - 監査証拠
- 501 - 特定項目の監査証拠
- 505 - 確認
- 510 - 初年度監査の期首残高
- 520 - 分析的手続
- 530 - 監査サンプリング
- 540 - 会計上の見積りの監査
- 550 - 関連当事者
- 560 - 後発事象
- 570 - 継続企業
- 580 - 経営者確認書

### 他者の作業の利用 (600 ‒ 699)
- 600 グループ監査における特別な考慮事項
- 610 内部監査人の作業の利用
- 620 専門家の業務の利用

### 監査の結論及び報告 (700 - 799)
- 700 - 財務諸表に対する意見の形成と監査報告
- 710 - 独立監査人の監査報告書における監査上の主要な検討事項の報告
- 705 - 独立監査人の監査報告書における除外事項付意見
- 706 - 独立監査人の監査報告書における強調事項区分とその他の事項区分
- 710 - 過年度の比較情報－対応数値と比較財務諸表
- 720 - その他の記載内容に関連する監査人の責任

### 特殊な監査業務 (800 - 899)
- 800 - 特別目的の財務報告の枠組みに準拠して作成された財務諸表に対する監査
- 805 - 個別の財務表又は財務諸表項目等に対する監査
- 810 - 要約財務諸表に関する報告業務

### その他 (900 - 999)
- 900 - 監査人の交代
- 910 - 中間監査